# W. Tyrone Power
Sir William James Tyrone Power (* 1819; † 1911) war ein britischer Künstler, Soldat und Autor, der als Generalkommissar der British Army und kurzzeitig als Generalagent für Neuseeland diente. Seine Bilder von Neuseeland aus den 1840er Jahren bieten eine wichtige Informationsquelle über die Jahre unmittelbar vor und in den ersten Jahren der Neuseelandkriege. Während dieser Zeit lebte er in Wanganui.
Power gehörte zu einer Schauspielfamilie. Sein Enkel, Sir Tyrone Guthrie, war ein bemerkenswerter Theaterregisseur. Sein Vater, Tyrone Power, war ein bekannter irischer Schauspieler, zu dessen Nachkommen die Hollywood-Schauspieler Tyrone Power Sr., Tyrone Power und Tyrone Power Jr. gehören.

## Publikationen
- Sketches in New Zealand, with pen and pencil: from a journal kept in that country from July 1846, to June 1848[2]
- Recollections of a three years' residence in China: including peregrinations in Spain, Morocco, Egypt, India, Australia, and New Zealand[3]